# Aphareus
Aphareus – rodzaj ryb z rodziny lucjanowatych.

## Klasyfikacja
Gatunki zaliczane do tego rodzaju:

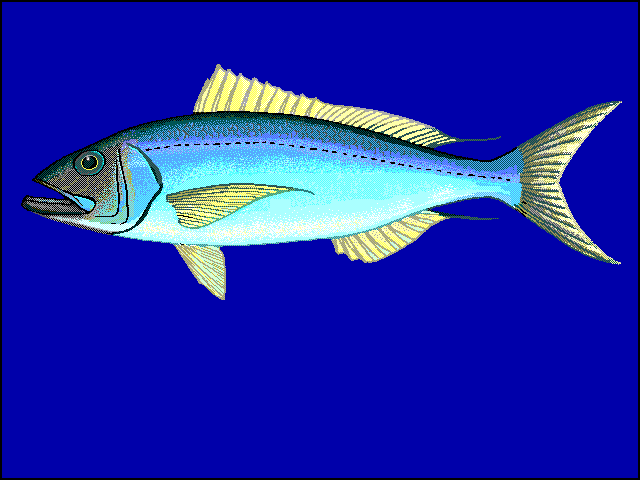
Aphareus furca
- Aphareus rutilans

- Aphareus furca